# Triathlon aux Jeux asiatiques de 2022
Navigation
Édition précédente Édition suivante
Les compétitions de triathlon aux Jeux asiatiques de 2022 se déroulent les 29 septembre au 3 août 2023 à Hangzhou en Chine. Les jeux ont été repoussés en raison de la résurgence de la pandémie de Covid-19. Trois épreuves, une féminine, une masculine et une en relais mixte sont au programme.

## Médaillés
Hommes
| Epreuve    | Or          | Argent         | Bronze           |
| ---------- | ----------- | -------------- | ---------------- |
| Individuel | Kenji Nener | Makoto Odakura | Ayan Beisenbayev |

Femmes
| Epreuve    | Or             | Argent    | Bronze     |
| ---------- | -------------- | --------- | ---------- |
| Individuel | Yuko Takahashi | Xinyu Lin | Yifan Yang |

Relais par équipes
| Epreuve                  | Or    | Argent | Bronze            |
| ------------------------ | ----- | ------ | ----------------- |
| Relais par équipes Mixte | Japon | Chine  | Hong Kong (Chine) |

## Résultats
Ces tableaux présentent les résultats des épreuves de triathlon aux Jeux asiatiques de 2022.
| Position           | Athlète           | Nation      | Temps           |
| ------------------ | ----------------- | ----------- | --------------- |
| Médaille d'or      | Kenji Nener       | Japon       | 1 h 50 min 54 s |
| Médaille d'argent  | Makoto Odakura    | Japon       | 1 h 51 min 49 s |
| Médaille de bronze | Ayan Beisenbayev  | Kazakhstan  | 1 h 52 min 25 s |
| 4                  | Mingxu Li         | Chine       | 1 h 53 min 22 s |
| 5                  | Jason Tai Long Ng | Hong Kong   | 1 h 53 min 38 s |
| 6                  | Temirlan Temirov  | Kazakhstan  | 1 h 55 min 8 s  |
| 7                  | Junjie Fan        | Chine       | 1 h 56 min 37 s |
| 8                  | Arslon Tursunov   | Ouzbékistan | 1 h 57 min 31 s |

| Position           | Athlète             | Nation       | Temps          |
| ------------------ | ------------------- | ------------ | -------------- |
| Médaille d'or      | Yuko Takahashi      | Japon        | 2 h 1 min 5 s  |
| Médaille d'argent  | Xinyu Lin           | Chine        | 2 h 1 min 31 s |
| Médaille de bronze | Yifan Yang          | Chine        | 2 h 2 min 31 s |
| 4                  | Ekaterina Shabalina | Kazakhstan   | 2 h 3 min 12 s |
| 5                  | Yuka Sato           | Japon        | 2 h 4 min 15 s |
| 6                  | Bailee Brown        | Hong Kong    | 2 h 4 min 28 s |
| 7                  | Hye Rim Jeong       | Corée du Sud | 2 h 6 min 42 s |
| 8                  | Ji Yeon Kim         | Corée du Sud | 2 h 8 min 24 s |